# Смерть принцессы
«Смерть принцессы» (англ. Death of a Princess, араб. موت أميرة‎) — британский документально-художественный фильм, снятый в 1980 году телекомпанией ATV в сотрудничестве с телекомпанией WGBH в США.
Автор сценария и режиссёр — Энтони Томас.
Сюжет основан на реальной истории саудовской принцессы Мишааль бинт Фахд аль Сауд и её возлюбленного Халеда аш-Шаера Мулхаллала, которые в 1977 году были публично казнены за свои отношения.
Был показан по британскому телевидению в 1980 году и стал причиной обострения отношений между Великобританией и Саудовской Аравией. Саудиты выслали из Эр-Рияда посла Великобритании и отозвали на родину всех членов королевской семьи, находившихся в Соединённом Королевстве.